# Wapen van Houthem (Nederland)

Wapen van Houthem

Het wapen van Houthem werd op 13 april 1889 verleend door de Hoge Raad van Adel aan de Limburgse gemeente Houthem. Per 1 oktober 1940 ging Houthem op in gemeente Valkenburg, die zich later hernoemde in Valkenburg-Houthem. Het gemeentewapen kwam daardoor te vervallen. De laatste gemeente ging per 1982 op in gemeente Valkenburg aan de Geul.

## Blazoenering
De blazoenering van het wapen luidde als volgt:
In keel een in een gouden mantel met hermelijnen voering en met gouden brodekijnen geklede en met een gouden gepluimde helm gedekten Heilige St. Maarten, gezeten op een paard van natuurlijke bruine kleur met teugels en dekriemen van goud, met een zwaard van zilver met gouden gevest in zijn rechterhand afsnijdende een stuk van zijn mantel ten behoeve van een naast het paard gaande naakte bedelaar van natuurlijk kleur, hebbende een gordel van sabel om zijn lendenen; in de linkerhand houdt de heilige een schild van zilver beladen met een van goud gekroonde en geklauwde dubbelstaartige leeuw van keel, alles op een terras van sinopel; het geheel omgeven door het randschrift ""Gemeentebestuur van Houthem"".
De heraldische kleuren zijn keel (rood), goud (goud of geel), zilver (wit), sabel (zwart), sinopel (groen) en natuurlijke kleuren.

## Geschiedenis
De heilige is de parochieheilige van de gemeente. Het schild met de leeuw is het wapen van de heren van Valkenburg. Deze combinatie werd reeds in een zegel uit de 17e eeuw afgebeeld en ter ondersteuning van de aanvraag overgelegd.
Ambt Montfort
· Amby
· Amstenrade
· Arcen en Velden
· Baexem
· Beegden
· Beek
· Belfeld
· Bemelen
· Berg en Terblijt
· Bingelrade
· Bocholtz
· Borgharen
· Born
· Broekhuizen
· Broeksittard 
· Buggenum
· Bunde
· Cadier en Keer
· Echt 
· Eijsden
· Elsloo
· Eygelshoven
· Geleen
· Gennep
· Geulle
· Grathem
· Grevenbicht
· Gronsveld
· Grubbenvorst
· Gulpen 
· Haelen
· Heel
· Heel en Panheel
· Heer
· Helden
· Herten
· Heythuysen
· Hoensbroek
· Horn
· Horst
· Houthem
· Hulsberg
· Hunsel
· Itteren
· Jabeek
· Kessel
· Klimmen
· Limbricht
· Linne
· Maasbracht
· Maasbree
· Maasniel
· Margraten
· Meerlo
· Meerlo-Wanssum
· Meerssen
· Meijel
· Melick en Herkenbosch
· Merkelbeek
· Mheer
· Montfort
· Munstergeleen
· Neer
· Neeritter
· Nieuwenhagen
· Nieuwstadt
· Noorbeek
· Nuth
· Onderbanken
· Obbicht en Papenhoven
· Ohé en Laak
· Oirsbeek
· Ottersum
· Oud-Valkenburg
· Oud-Vroenhoven
· Posterholt
· Roggel
· Roggel en Neer
· Roosteren
· Schaesberg
· Schimmert
· Schinnen
· Schinveld
· Sevenum
· Simpelveld
· Sint Geertruid
· Sint Odiliënberg
· Sint Pieter
· Sittard
· Slenaken
· Spaubeek
· Stramproy
· Stevensweert
· Susteren
· Swalmen
· Tegelen
· Thorn
· Ubach over Worms
· Ulestraten
· Urmond
· Valkenburg
· Vlodrop
· Wanssum
· Wessem
· Wijlre
· Wijnandsrade
· Wittem